# Могоу
Мого́у (бирм. မိုးကုတ်, móɡoʊʔ, «могоу») — город в центральной части Мьянмы, на территории административного округа Мандалай. Входит в состав района Мемьо.

## Географическое положение
Город находится в северной части провинции, на расстоянии приблизительно 345 километров к северо-северо-востоку (NNE) от столицы страны Нейпьидо. Абсолютная высота — 1178 метров над уровнем моря.

## Население
По данным официальной переписи 1983 года, население составляло 49 392 человек.
Динамика численности населения города по годам:
| 1983   | 1993   | 2013    |
| ------ | ------ | ------- |
| 49 392 | 66 374 | 129 659 |

В этническом составе населения преобладают бирманцы.

## Транспорт
Ближайший аэропорт расположен в городе Момей.

## Полезные ископаемые
Широкую известность Могоу приобрёл благодаря добываемым в его окрестностях рубинам, а также другим драгоценным и полудрагоценным камням.
- Рубин
- Корунд
- Фенакит
- Серендибит
- Шпинель
- Топаз
- Турмалин
- Содалит
- Берилл
- Данбурит
- Амазонит